# هيوبرت همفري
هيوبرت هوراشيو همفري الابن (بالإنجليزية: Hubert H. Humphrey)‏ (27 مايو 1911 - 13 يناير 1978) هو سياسي أمريكي شغل منصب نائب الرئيس الثامن والثلاثين للولايات المتحدة في عهد الرئيس ليندون جونسون من عام 1965 إلى 1969. خدم همفري مرتين في مجلس الشيوخ الأمريكي، حيث مثل مينيسوتا من عام 1949 إلى 1964 ومن عام 1971 إلى 1978. وكان مرشح الحزب الديمقراطي في الانتخابات الرئاسية عام 1968، وخسر أمام المرشح الجمهوري ريتشارد نيكسون.
ولد هومفري في والاس، داكوتا الجنوبية عام 1911، ودخل جامعة مينيسوتا قبل أن ينال إجازة في الصيدلة من كلية كابيتول للصيدلة في عام 1931. وساعد والده في إدارة صيدليته حتى عام 1937 عندما عاد إلى المجال الأكاديمي، وتخرج بدرجة الماجستير من جامعة ولاية لويزيانا في عام 1940، حيث أصبح مدرسا في مادة العلوم السياسية. عاد إلى مينيسوتا خلال الحرب العالمية الثانية وأصبح مشرفا على إدارة تقدم الأعمال. وعين بعد ذلك مديرا لبرنامج مينيسوتا للحرب قبل أن يصبح مساعد مدير لجنة القوى العاملة الحربية. أصبح همفري أستاذا للعلوم السياسية في كلية ماكاليستر في عام 1943 وترشح لمنصب عمدة منيابولس ولم ينجح. ساعد همفري في تأسيس حزب العمال الديمقراطي في مينيسوتا (DFL) في عام 1944، وترشح عن الحزب في منصب عمدة منيابولس مرة أخرى في عام 1945، وحصل على نسبة 61٪ من الأصوات. خدم همفري في منصب العمدة من عام 1945 إلى 1948، وأصبح المؤسس المشارك للجماعة الليبرالية المناهضة للشيوعية واسمها «أمريكيون للحراك الديمقراطي» في عام 1947.
انتخب همفري في مجلس الشيوخ في عام 1948، وهو العام الذي تم فيه إدراج اقتراحه لإنهاء الفصل العنصري في أجندة الحزب في المؤتمر الوطني الديمقراطي لذاك العام، حيث ألقى إحدى أبرز خطاباته في المؤتمر، وقال أن الحزب الديمقراطي يجب أن «يظهر تحت شمس لحقوق الإنسان». خدم ثلاث فترات في المجلس من عام 1949 إلى 1964 وكان أحد زعماء الأغلبية الديمقراطية من عام 1961 إلى 1964. كان همفري خلال فترة ولايته المؤلف الرئيسي لقانون الحقوق المدنية لعام 1964، وقدم أول مبادرة لإنشاء فرق السلام، وساند البند من قانون مكاران الذي هدد «المخربين» بمعسكرات الاعتقال، واقترح جعل عضوية الحزب الشيوعي الأمريكي جناية وترأس لجنة مختارة لنزع السلاح.
ترشح همفري في حملتين رئاسيتين فاشلتين في الانتخابات التمهيدية في عامي 1952 و 1960. تولى ليندون جونسون الرئاسة عقب اغتيال جون كينيدي في نوفمبر 1963، ثم اختار همفري ليكون زميله في انتخابات عام 1964 ضد الجمهوري باري غولدووتر وتم انتخاب جونسون وهامفري بعد فوز ساحق.
أعلن جونسون فجأة أنه لن يسعى لإعادة انتخابه في مارس عام 1968، وبدأ همفري حملته الرئاسية في الشهر التالي. وكان منافسوه الرئيسيين عن البطاقة الديمقراطية هم أعضاء مجلس الشيوخ المناهضين لحرب فيتنام يوجين مكارثي وروبرت كينيدي. كان همفري مواليا لسياسات إدارة جونسون بشأن حرب فيتنام، وواجه المعارضة من الكثيرين داخل حزبه، وتجنب الانتخابات التمهيدية للتركيز على استقبال مندوبي الولايات غير الأساسية في المؤتمر الديمقراطي. نجحت إستراتيجية همفري في نيل الترشيح، واختار السيناتور إدموند موسكي ليكون نائبه. تم اغتيال زعيم الحقوق المدنية مارتن لوثر كينغ الابن وكذلك روبرت كينيدي في ذلك العام، كما تزايدت المعارضة لحرب فيتنام، وشهد المؤتمر احتجاجات كبيرة وكل هذا أثر سلبا على حملة همفري. وفي 5 نوفمبر 1968، خسر همفري أمام نائب الرئيس السابق ريتشارد نيكسون في الانتخابات العامة.
ثم عاد همفري للتدريس في ولاية مينيسوتا قبل أن يعود إلى مجلس الشيوخ في عام 1971. أصبح النائب الأول للرئيس المؤقت لمجلس الشيوخ في الولايات المتحدة وخدم في المجلس حتى وفاته في عام 1978. توفي همفري بسبب سرطان المثانة في منزله في ويفرلي، مينيسوتا، ودفن في مقبرة ليكوود في منيابولس. وخلفته زوجته موريل همفري بشكل مؤقت كسيناتور على مينيسوتا.

## النشأة وتعليمه
وُلد همفري في غرفة فوق صيدلية والده في والاس، داكوتا الجنوبية. كان ابن راغنيلد كريستين سان (1883-1973)، مهاجرةُ نرويجية، وهيوبرت هوراشيو همفري الأب (1882-1949). قضى همفري معظم شبابه في دونالد، داكوتا الجنوبية، في سهوب براري داكوتا؛ كان عدد سكان المدينة هناك 600 شخص. كان والده صيدلانيًا مرخصًا وتاجرًا كان قد عمل في منصب العمدة وعضو مجلس المدينة؛ وعمل أيضًا لفترة وجيزة في المجلس التشريعي لداكوتا الجنوبية وكان مبعوث داكوتا الجنوبية إلى المؤتمر الوطني الديمقراطي للعامين 1944 و1948. في أواخر عشرينيات القرن العشرين، ضرب انهيار اقتصادي حاد دونالد؛ وأُغلق كلا مصرفَي المدينة وقاوم والد همفري لإبقاء المتجر مفتوحًا.
بعد تخرج ابنه من ثانوية دونالد، ترك هيوبرت الأب دونالد وفتح صيدليةً جديدةً في مدينة أكبر وهي هورون، داكوتا الجنوبية (تعداد سكانها 11,000)، حيث كان يأمل بتحسين حظه. بسبب صراعات العائلة المالية، اضطُر همفري إلى ترك جامعة مينيسوتا بعد سنة واحدةٍ فقط. حصل على رخصة الصيدلة من كلية كابيتول للصيدلة في دنفّر، كولورادو (بإكماله برنامج ترخيص لمدة عامين في ستة أشهر فقط)، وساعد والده في إدارة المتجر منذ عام 1931 وحتى عام 1937. كان كلٌ من الأب والابن مُبدعين في إيجاد الطرق لجذب الزبائن: «لدعم عملهم، أصبحت عائلة همفري من المنتجين... لأدوية المرضى لكلٍ من الخنازير والبشر. عُلقت لافتةٌ تحمل خنزيرًا خشبيًا فوق الصيدلية لإخبار الجمهور بهذه الخدمة غير العادية. وصلت الرسالة للمزارعين، وأصبحت صيدلية همفري معروفةً على أنها صيدلية المزارعين.» كتب كاتب سيرة: «بينما كان هيوبرت الابن يرعى المتجر ويُحرك الخلطات في القبو، كان همفري الأب على الطريق يبيع «همفري بي تي فّي» (بدي تون فّيتيرنيري)، وهو مُكمِّل مشبع بالمواد المعدنية ودواء خنازير طارد للديدان، و«زيت همفري للصدر» و«زكام همفري»، للمرضى ثنائيي الأقدام.» كتب همفري لاحقًا: «صنعنا «زكام همفري»، وهو بديلٌ لقطرات فيكس للأنف. شعرتُ أن منتجنا أفضل. استعمل فيكس زيتًا معدنيًا، وهو ليس ماصًّا، ونحن استعملنا زيتًا ذا أساس نباتي، والذي كان ماصًّا. أضفتُ البنزوكاين، وهو مُخدر موضعي، ففي حال عدم تحسن الزكام، فإنك ستشعر به بشكل أقل». «علاجات همفري المتنوعة... عملت بشكل جيد بما فيه الكفاية وشكلت جزءًا مهمًا من دخل العائلة... كان المزارعون الذين يشترون الدواء زبائن جيدين». أصبحت صيدلية همفري مع مرور الوقت مؤسسةً رابحة وازدهرت العائلة مرة ثانية. كان همفري يذهب إلى أكبر كنيسة ميثودية في هورون عندما كان يعيش هناك وأصبح رئيس كشافة لفرقة الكشافة السادسة التابعة للكنيسة. وقد «بدأ بألعاب كرة السلة في قبو الكنيسة... بالرغم من عدم امتلاك كشافته نقودًا لمخيم في عام 1931، وجد همفري طريقةً ليقود جولة ليلية في حصباء أسوأ عاصفة رمليةٍ، وجرادٍ، واكتئابٍ في ذلك الصيف.»

## جوائز
حصل على جوائز منها وسام الحرية الرئاسي، وجائزة الحرية.

## روابط خارجية
- هيوبرت همفري على موقع IMDb (الإنجليزية)
- هيوبرت همفري على موقع الموسوعة البريطانية (الإنجليزية)
- هيوبرت همفري على موقع مونزينجر (الألمانية)
- هيوبرت همفري على موقع إن إن دي بي (الإنجليزية)
- هيوبرت همفري على موقع ديسكوغز (الإنجليزية)
- هيوبرت همفري على موقع قاعدة بيانات الفيلم (الإنجليزية)
- هيوبرت همفري على موقع كينوبويسك (الروسية)